# Mizan
Mizan ou Meezan é um distrito da província de Zabol, no Afeganistão.